# Saint-Marcel (Savoia)
Saint-Marcel és un municipi francès situat al departament de la Savoia i a la regió d'Alvèrnia-Roine-Alps. L'any 2007 tenia 695 habitants.

## Demografia

### Població
El 2007 la població de fet de Saint-Marcel era de 695 persones. Hi havia 288 famílies de les quals 104 eren unipersonals (48 homes vivint sols i 56 dones vivint soles), 80 parelles sense fills, 92 parelles amb fills i 12 famílies monoparentals amb fills.
La població ha evolucionat segons el següent gràfic:
Habitants censats

### Habitatges
El 2007 hi havia 402 habitatges, 308 eren l'habitatge principal de la família, 66 eren segones residències i 27 estaven desocupats. 195 eren cases i 200 eren apartaments. Dels 308 habitatges principals, 136 estaven ocupats pels seus propietaris, 164 estaven llogats i ocupats pels llogaters i 9 estaven cedits a títol gratuït; 4 tenien una cambra, 35 en tenien dues, 75 en tenien tres, 102 en tenien quatre i 91 en tenien cinc o més. 211 habitatges disposaven pel capbaix d'una plaça de pàrquing. A 135 habitatges hi havia un automòbil i a 141 n'hi havia dos o més.

### Piràmide de població
La piràmide de població per edats i sexe el 2009 era:
| Homes | Edats   | Dones |
| ----- | ------- | ----- |
| 0     | 95 o +  | 0     |
| 0     | 90 a 94 | 4     |
| 4     | 85 a 89 | 8     |
| 4     | 80 a 84 | 8     |
| 12    | 75 a 79 | 12    |
| 4     | 70 a 74 | 16    |
| 20    | 65 a 69 | 28    |
| 28    | 60 a 64 | 20    |
| 28    | 55 a 59 | 8     |
| 12    | 50 a 54 | 28    |
| 32    | 45 a 49 | 16    |
| 32    | 40 a 44 | 28    |
| 20    | 35 a 39 | 16    |
| 44    | 30 a 34 | 20    |
| 12    | 25 a 29 | 44    |
| 8     | 20 a 24 | 20    |
| 24    | 15 a 19 | 4     |
| 16    | 10 a 14 | 28    |
| 20    | 5 a 9   | 20    |
| 16    | 0 a 4   | 16    |

## Economia
El 2007 la població en edat de treballar era de 450 persones, 346 eren actives i 104 eren inactives. De les 346 persones actives 328 estaven ocupades (183 homes i 145 dones) i 18 estaven aturades (9 homes i 9 dones). De les 104 persones inactives 37 estaven jubilades, 28 estaven estudiant i 39 estaven classificades com a «altres inactius».

### Ingressos
El 2009 a Saint-Marcel hi havia 310 unitats fiscals que integraven 686,5 persones, la mediana anual d'ingressos fiscals per persona era de 18.280 €.

### Activitats econòmiques
Dels 36 establiments que hi havia el 2007, 4 eren d'empreses extractives, 2 d'empreses alimentàries, 4 d'empreses de fabricació d'altres productes industrials, 9 d'empreses de construcció, 2 d'empreses de comerç i reparació d'automòbils, 4 d'empreses de transport, 2 d'empreses d'hostatgeria i restauració, 1 d'una empresa financera, 1 d'una empresa immobiliària, 3 d'empreses de serveis, 3 d'entitats de l'administració pública i 1 d'una empresa classificada com a «altres activitats de serveis».
Dels 7 establiments de servei als particulars que hi havia el 2009, 1 era un taller de reparació d'automòbils i de material agrícola, 2 paletes, 2 guixaires pintors, 1 electricista i 1 perruqueria.
Els 2 establiments comercials que hi havia el 2009 eren fleques.
L'any 2000 a Saint-Marcel hi havia 3 explotacions agrícoles.

## Equipaments sanitaris i escolars
El 2009 hi havia una escola elemental.

## Poblacions més properes
El següent diagrama mostra les poblacions més properes.